# Disastro al Reno Air Races
Il disastro aereo di Reno fu un disastro aereo avvenuto il 16 settembre 2011 all'aeroporto di Reno in Nevada. Il disastro ebbe luogo durante la famosa gara aerea di Reno e provocò la morte di dieci spettatori, oltreché del pilota. Altre 69 persone a terra rimasero ferite. È stato il terzo peggior disastro aereo nella storia degli Stati Uniti, dopo gli incidenti del 1951 e del 1972.

## L'aereo
Il Galloping Ghost era un ex aereo da caccia altamente modificato che era uscito dal pensionamento l'anno precedente dopo aver subito importanti modifiche, inclusa la rimozione del radiatore inferiore e l'installazione di un sistema di raffreddamento "boil-off", così come altre modifiche apportate dal proprietario. descritto come progettato per rendere l'aereo più efficiente. L'ex aereo dell'Aeronautica degli Stati Uniti, numero di serie 44-15651, era di proprietà della Aero Trans Corp a Ocala, Florida. Le ali erano state tagliate di altri 3 piedi (0,91 m) su ciascun lato oltre alla riduzione della campata di 4 piedi (1,2 m) all'inizio della sua vita.
L'aereo aveva una lunga storia di competizioni di successo nelle gare aeree, risalenti alle National Air Races dal 1946 al 1949 a Cleveland, Ohio. È stato pilotato da una serie di piloti con diversi nomi, tra cui Miss Candace dal 1969 al 1978 e Jeannie nel 1981.
Leeward definì le modifiche dell'aereo "radicali", affermando che il sistema dell'olio era simile a un sistema di raffreddamento dell'olio nello Space Shuttle. Il tettuccio era più o meno delle dimensioni di quelli degli aerei di Formula One. Le modifiche avevano lo scopo di migliorare l'aerodinamica riducendo la resistenza e quindi aumentare la velocità massima.

## Il volo
Il 16 settembre 2011, durante una delle gare, il Galopping Ghost si trovava in terza posizione vicino al pilone n°8 quando impennò velocemente, si capovolse e si schiantò in picchiata contro uno degli spalti degli spettatori. Il pilota e 6 spettatori morirono sul colpo, mentre altri 4 morirono in ospedale per le ferite.

## Incidenti precedenti
Il 18 settembre 1970, l'aereo (allora noto come Miss Candace) si schiantò mentre tentava un atterraggio di emergenza causato da un guasto al motore durante le Reno Air Races di quell'anno all'aeroporto di Reno-Stead. Durante l'atterraggio, l'elica più lunga dell'aereo, modificata per le corse, impattò con la superficie della pista, provocando la deriva dell'aereo dal bordo della pista, facendo collassare parte del carrello di atterraggio ma causando solo lievi ferite al pilota, il dottor Cliff Cummins.
Nel 1998, un altro P-51 Mustang modificato, Voodoo Chile, perse il correttore di assetto sinistro durante le Reno Air Races. Il pilota, Bob "Hurricane" Hannah, riferì che l'aereo aveva cabrato, sottoponendolo a più di 10G facendogli perdere i sensi. Quando riprese conoscenza, l'aereo era salito a più di 9 000 piedi (2 700 m) e lo portò per un atterraggio sicuro. Questo aereo (essendo stato ribattezzato Voodoo) era presente alla gara del 2011 ed era lì vicino al momento dell'incidente.
Nel 1999, un altro P-51 altamente modificato, Miss Ashley II, pilotato da Gary Levitz, sperimentò una fluttuazione anomala del timone durante una gara alle Reno Air Races. L'aereo si è rotto, uccidendo Levitz.

## Le indagini

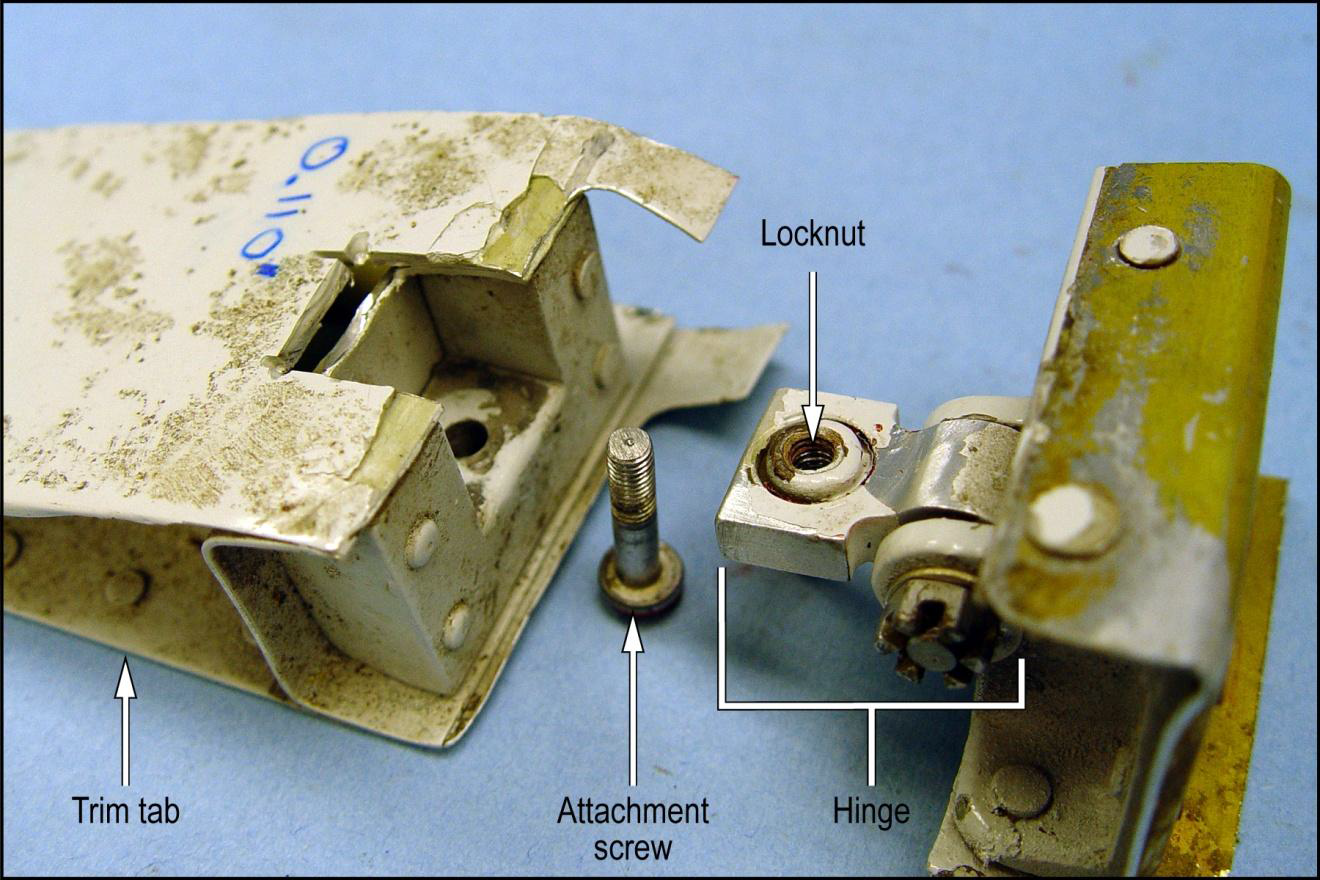
Foto NTSB che mostra parte del correttore di assetto dell'elevatore

Il giorno dopo l'incidente, il National Transportation Safety Board (NTSB) iniziò a esaminare se parte dell'impennaggio si fosse staccata prima dell'incidente. Una fotografia scattata poco prima dell'evento mostrava l'aereo capovolto e parte del correttore di assetto dell'elevatore sinistro mancante.
Il 21 ottobre 2011, gli investigatori dell'NTSB affermarono di non aver trovato alcun video leggibile a bordo tra i detriti dell'aereo in corsa. Tuttavia, stavano ancora tentando di estrarre informazioni da una scheda di memoria dati di bordo trovata tra i componenti danneggiati dell'aereo e altri detriti sparsi su più di due acri dopo l'incidente, oltre a centinaia di foto e dozzine di video forniti dagli spettatori.
L'NTSB indagò a fondo sulle ampie modifiche apportate all'aereo. Le modifiche avevano reso l'aereo più leggero e ridotto la resistenza aerodinamica ma diminuita la stabilità. Leeward ha portato l'aereo a 460 nodi (850 km/h) durante la gara, circa 35 nodi (65 km/h) più veloce di quanto avesse fatto in precedenza. C'erano prove di sollecitazioni estreme sulla cellula dimostrate dalla deformazione della fusoliera a poppa dell'ala e dagli spazi vuoti tra la fusoliera e il tettuccio durante il volo (visibili nelle fotografie ad alta risoluzione scattate dagli spettatori).
II rapporto dell'indagine, pubblicato nell'agosto 2012, rivelò che la probabile causa dell'incidente erano i dadi di bloccaggio monouso riutilizzati nel sistema del correttore di assetto dello stabilizzatore orizzontale sinistro che si erano allentati. Ciò aveva provocato una rottura per fatica in una vite di fissaggio e aveva consentito al correttore di assetto di fluttuare. Questo aveva causato il guasto del gruppo di collegamento del correttore di assetto, che portò alla perdita di controllo dell'aereo. Modifiche non testate e non documentate all'aereo avevano contribuito all'incidente. In particolare, il correttore d'assetto destro era stato fissato in posizione. Se entrambi i correttori di assetto fossero stati operativi, la perdita del solo correttore di assetto sinistro potrebbe non aver causato la perdita di controllo. Quando il correttore di assetto si guastò, Leeward subì una forza di 17G, che lo aveva rapidamente reso inabile e probabilmente lo hanno reso privo di sensi.

## Conseguenze
In seguito all'incidente tutte le gare rimanenti dell'edizione del 2011 delle Reno Air Races furono cancellate.

### Raccomandazioni
Nel 2012, l'NTSB pubblicò sette raccomandazioni di sicurezza da applicare alle future gare aeree. Questi includevano la progettazione del percorso e il layout più lontano dalle tribune degli spettatori, le ispezioni pre-gara, l'aeronavigabilità delle modifiche agli aeromobili, la guida della Federal Aviation Administration, la consapevolezza della forza G per i piloti e la sicurezza della rampa.

## Nella cultura di massa
L'incidente venne analizzato nel secondo episodio della diciannovesima stagione del programma televisivo canadese "Indagini ad alta quota" nell'episodio "Gara mortale"